# Jezera (Chorvatsko)
Jezera je vesnice v opčině Tisno na ostrově Murter v Dalmácii, v Chorvatsku, v Šibenicko-kninské župě. V roce 2011 ve vesnici žilo 886 obyvatel. Je jedním z mála míst v Chorvatsku, kde roste počet obyvatel.

## Poloha
Osada se nachází na jihovýchodě ostrova Murter, v zátoce chráněné před silným větrem a rozkládá se do vnitrozemí k zálivu Lovišća, 28 km od Šibeniku, 60 km od Zadaru a 110 km od Splitu, 7 km od jadranské magistrály.

## Historie
První písemná zmínka o obci je z roku 1298. První obyvatele přilákala dobře skrytá zátoka. Název Jezera je odvozen od velkých kaluží vody, které v údolí vznikají po dešti během podzimu a zimy a vypadají jako skutečná jezera. Půda v okolí je neúrodná, obyvatelé se věnovali rybolovu. Obec má dosud vzhled typické dalmatské rybářské vesnice[zdroj?].

## Pamětihodnosti
- farní kostel Panny Marie Dobrého zdraví (z roku 1722)
- kostel sv. Rocha (z 16. století)
- kostel sv. Konstantina (1780)
- kostel sv. Ivana z Trogiru (ze 17. století)
- kostel sv. Mikuláše

## Galerie

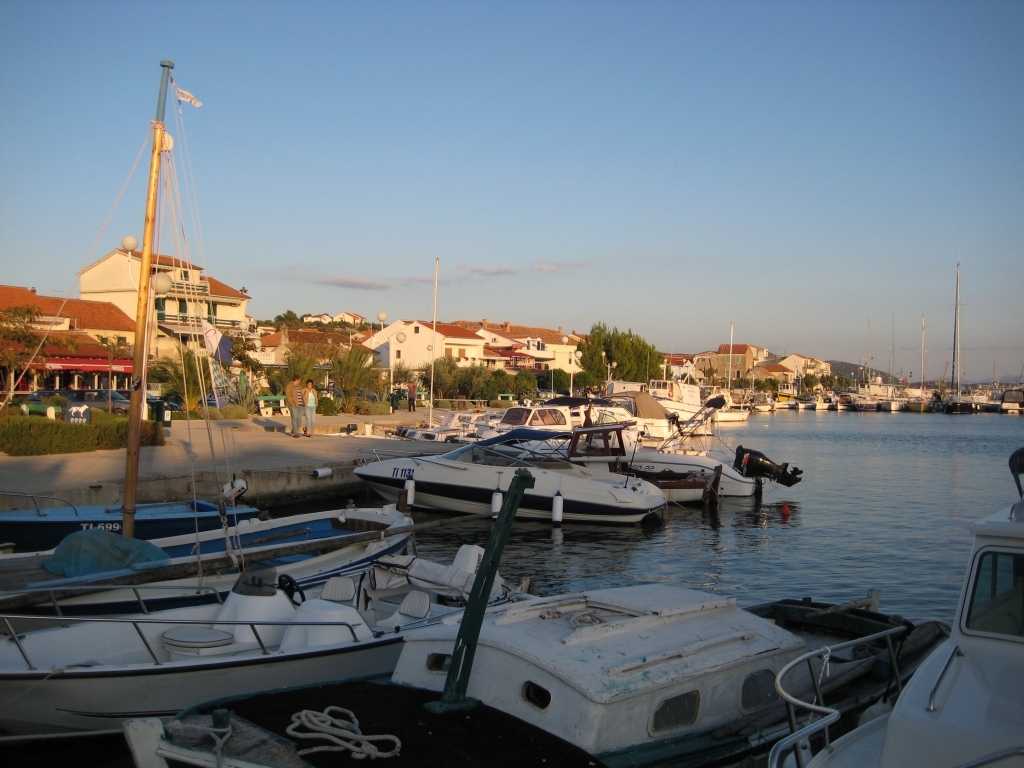
Jezera
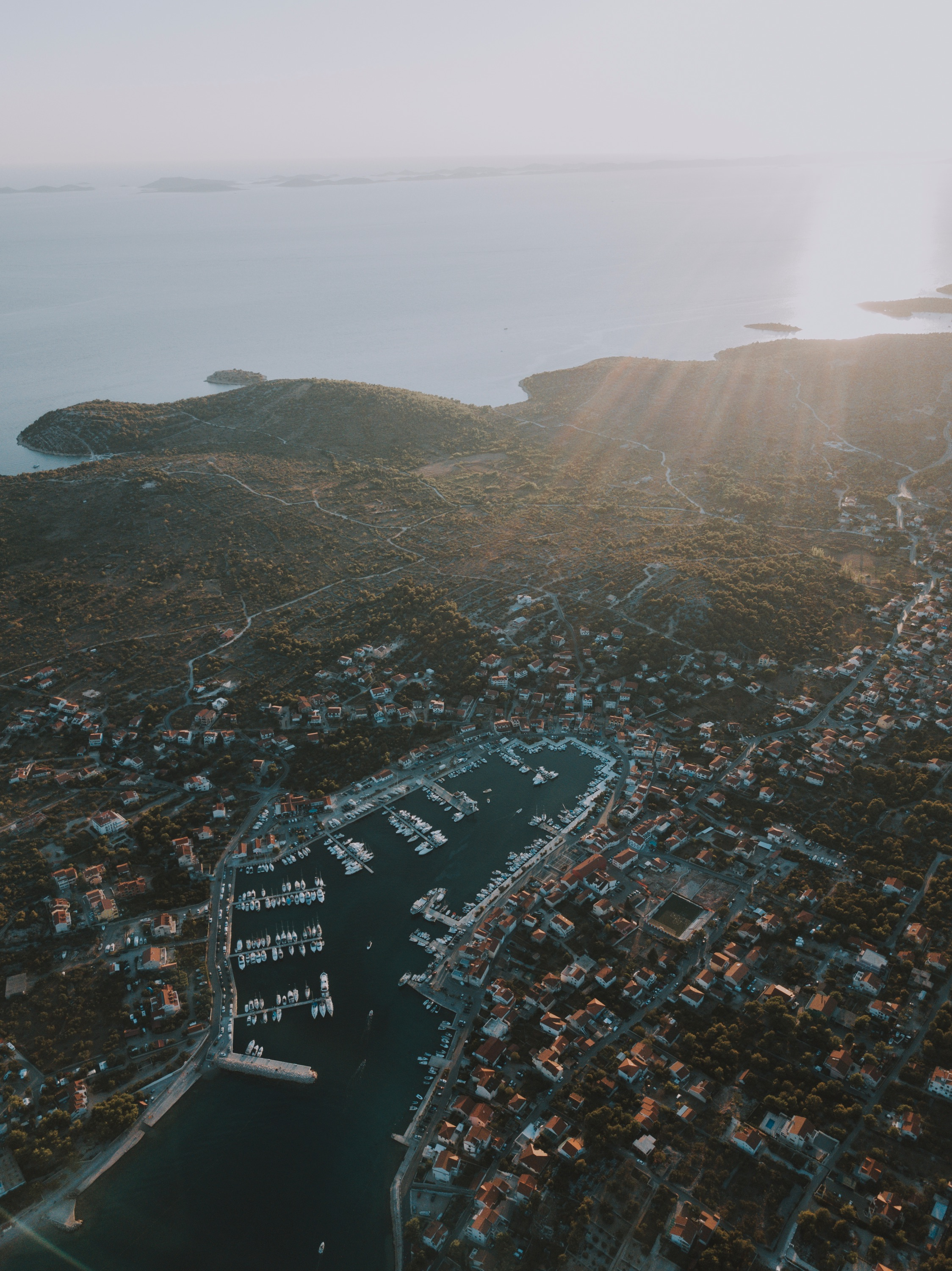
Jezera
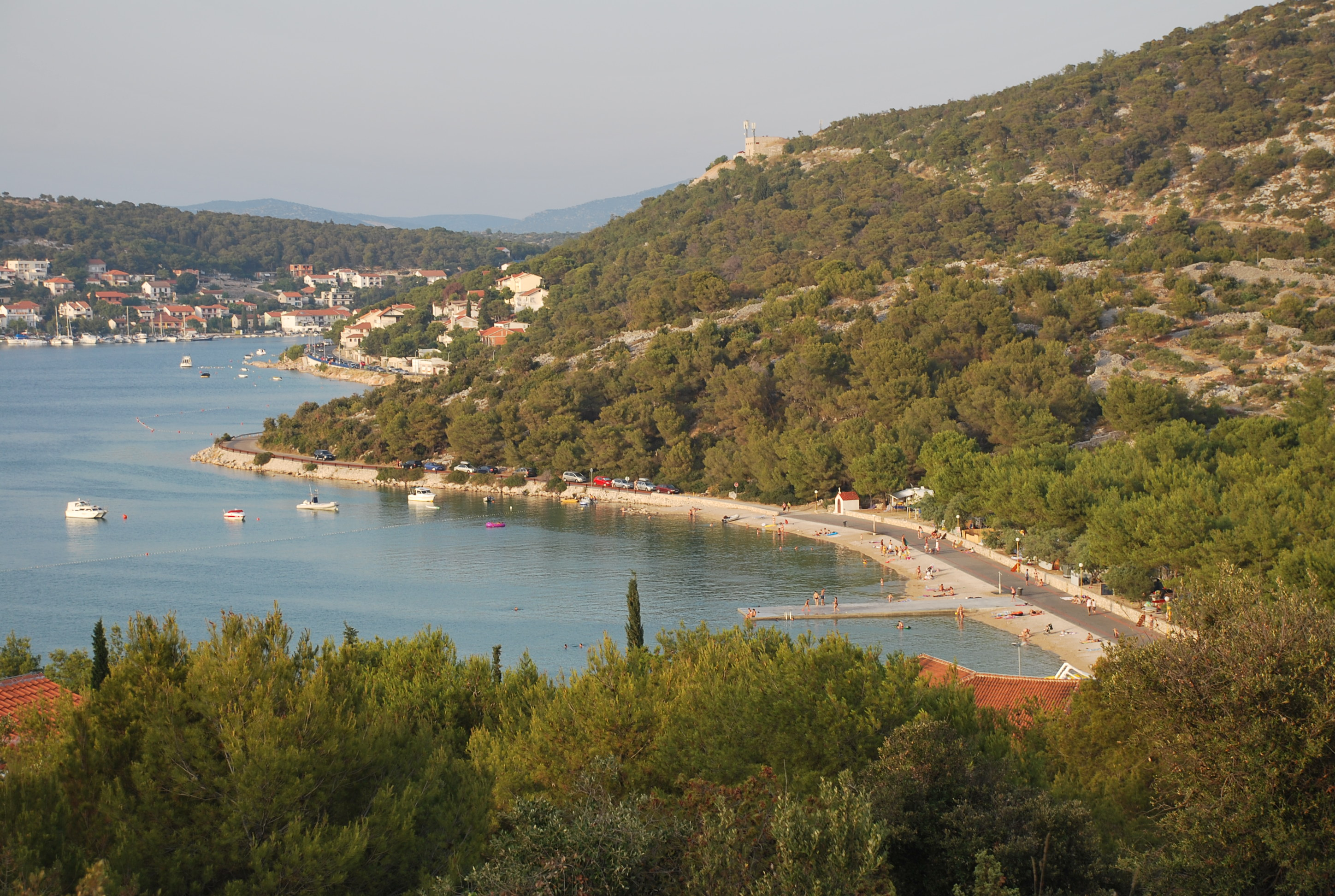
Kemp